# Imad Faddoul
Imad Faddoul (arab. ‏عماد فضول‎, ur. 1 września 1953) – libański zapaśnik walczący w stylu wolnym. Olimpijczyk z Montrealu 1976, gdzie zajął czternaste miejsce w kategorii do 82 kg.

## Letnie Igrzyska Olimpijskie 1976
| Konkurencja      | Rundy eliminacyjne           | Rundy eliminacyjne   | Klas. końcowa |
| Konkurencja      | Przeciwnik I                 | Przeciwnik II        | Miejsce       |
| ---------------- | ---------------------------- | -------------------- | ------------- |
| 82 kg styl wolny | Richard Deschatelets (CAN) P | Vasile Iorga (ROU) P | 14.           |